# Norman H. Bangerter
Norman Howard Bangerter, né le 4 janvier 1933 à West Valley City et mort le 14 avril 2015 à Murray (Utah), est un homme politique américain membre du Parti républicain. Membre de la Chambre des représentants de l'Utah entre 1975 et 1985, il est gouverneur de l'État de 1985 à 1993.